# Ben McLachlan
Ben McLachlan (nacido el 10 de mayo de 1992) es un tenista profesional japonés nacido en Nueva Zelanda.
McLachlan ha ganado catorce títulos en el tour Challenger y uno el circuito de la ATP durante su carrera. McLachlan solía jugar bajo la bandera de su país natal, pero cambió a la nacionalidad japonesa en 2017. En septiembre de 2017, fue nominado al equipo de la Copa Davis de Japón por primera vez.

## Títulos ATP (7; 0+7)

### Dobles (7)
| Leyenda                         |
| Grand Slam (0)                  |
| ATP Wourld Tour Finals (0)      |
| ATP Masters 1000 World Tour (0) |
| ATP World Tour 500 series (3)   |
| ATP World Tour 250 series (4)   |

| N.º | Fecha                    | Torneo     | Superficie | Pareja             | Oponentes en la final         | Resultado      |
| --- | ------------------------ | ---------- | ---------- | ------------------ | ----------------------------- | -------------- |
| 1.  | 8 de octubre de 2017     | Tokio      | Dura       | Yasutaka Uchiyama  | Jamie Murray Bruno Soares     | 6-4, 7-6(1)    |
| 2.  | 30 de septiembre de 2018 | Shenzhen   | Dura       | Joe Salisbury      | Robert Lindstedt Rajeev Ram   | 7-6(5), 7-6(4) |
| 3.  | 7 de octubre de 2018     | Tokio      | Dura       | Jan-Lennard Struff | Raven Klaasen Michael Venus   | 6-4, 7-5       |
| 4.  | 12 de enero de 2019      | Auckland   | Dura       | Jan-Lennard Struff | Raven Klaasen Michael Venus   | 6-3, 6-4       |
| 5.  | 18 de enero de 2020      | Auckland   | Dura       | Luke Bambridge     | Marcus Daniell Philipp Oswald | 7-6(3), 6-3    |
| 6.  | 25 de octubre de 2020    | Colonia II | Dura (i)   | Raven Klaasen      | Kevin Krawietz Andreas Mies   | 6-2, 6-4       |
| 7.  | 8 de agosto de 2021      | Washington | Dura       | Raven Klaasen      | Neal Skupski Michael Venus    | 7-6(4), 6-4    |

#### Finalista (6)
| N.º | Fecha                 | Torneo       | Superficie    | Pareja             | Oponentes en la final           | Resultado           |
| --- | --------------------- | ------------ | ------------- | ------------------ | ------------------------------- | ------------------- |
| 1.  | 11 de febrero de 2018 | Montpellier  | Dura (i)      | Hugo Nys           | Ken Skupski Neal Skupski        | 6-7(2), 4-6         |
| 2.  | 6 de mayo de 2018     | Estambul     | Tierra batida | Nicholas Monroe    | Dominic Inglot Robert Lindstedt | 6-3, 3-6, [8-10]    |
| 3.  | 24 de febrero de 2019 | Marsella     | Dura (i)      | Matwé Middelkoop   | Jérémy Chardy Fabrice Martin    | 3-6, 7-6(4), [3-10] |
| 4.  | 2 de marzo de 2019    | Dubái        | Dura          | Jan-Lennard Struff | Rajeev Ram Joe Salisbury        | 6-7(4), 3-6         |
| 5.  | 23 de febrero de 2020 | Delray Beach | Dura          | Luke Bambridge     | Bob Bryan Mike Bryan            | 6-3, 5-7, [5-10]    |
| 6.  | 20 de febrero de 2022 | Marsella     | Dura (i)      | Raven Klaasen      | Denys Molchanov Andrey Rublev   | 6-4, 5-7, [7-10]    |

## Títulos ATP Challenger (7; 0+7)

### Dobles (7)
| N.º | Fecha                    | Torneo                  | Superficie    | Pareja            | Oponentes en la final                     | Resultado        |
| --- | ------------------------ | ----------------------- | ------------- | ----------------- | ----------------------------------------- | ---------------- |
| 1.  | 23 de junio de 2017      | Challenger de Todi      | Tierra batida | Steven De Waard   | Marin Draganja Tomislav Draganja          | 6-7, 6-4, [10-7] |
| 2.  | 24 de septiembre de 2017 | Challenger de Gwangju   | Dura          | Ti Chen           | Jarryd Chaplin Luke Saville               | 2-6, 7-6, [10-1] |
| 3.  | 11 de noviembre de 2017  | Challenger de Kobe      | Dura (i)      | Yasutaka Uchiyama | Jeevan Nedunchezhiyan Christopher Rungkat | 4-6, 6-3, [10-8] |
| 4.  | 9 de junio de 2019       | Challenger de Surbiton  | Hierba        | Marcel Granollers | Soon Woo Kwon Ramkumar Ramanathan         | 4-6, 6-3, [10-2] |
| 5.  | 13 de agosto de 2022     | Challenger de Chicago   | Dura          | André Göransson   | Evan King Mitchell Krueger                | 6-4, 6-7, [10-5] |
| 6.  | 20 de agosto de 2022     | Challenger de Vancouver | Dura          | André Göransson   | Treat Huey John-Patrick Smith             | 6-7, 7-6, [11-9] |
| 7.  | 6 de enero de 2023       | Challenger de Canberra  | Dura          | André Göransson   | John-Patrick Smith Andrew Harris          | 6-3, 5-7, [10-5] |

#### Finalista (4)
| N.º | Fecha                 | Torneo                         | Superficie    | Pareja             | Oponentes en la final                | Resultado           |
| --- | --------------------- | ------------------------------ | ------------- | ------------------ | ------------------------------------ | ------------------- |
| 1.  | 14 de agosto de 2016  | Challenger de Aptos            | Dura          | Mackenzie McDonald | Nicolaas Scholtz Tucker Vorster      | 7-6, 3-6, [8-10]    |
| 2.  | 15 de octubre de 2016 | Challenger de Monterrey        | Dura          | Jarryd Chaplin     | Evan King Denis Kudla                | 7-6(4), 4-6, [2-10] |
| 3.  | 29 de julio de 2017   | Challenger de Cortina          | Tierra batida | Steven De Waard    | Guido Andreozzi Gerald Melzer        | 2-6, 6-7(4)         |
| 4.  | 29 de octubre de 2017 | Challenger de Ho Chi Minh City | Dura          | Go Soeda           | Saketh Myneni Vijay Sundar Prashanth | 6-7(3), 6-7(5)      |